# Citando a L.C.
L'escultura urbana coneguda pel nom Citando a L.C., ubicada a la carrer Julián Clavería, davant de la façana principal de la Facultad de Químicas, a la ciutat d'Oviedo, Principat d'Astúries, Espanya, és una de les més d'un centenar que adornen els carrers de l'esmentada ciutat espanyola.
El paisatge urbà d'aquesta ciutat, es veu adornat per obres escultòriques, generalment monuments commemoratius dedicats a personatges d'especial rellevància en un primer moment, i més purament artístiques des de finals del segle xx.
L'escultura, feta de granit, és obra d'Amador Rodríguez "Amador", i està datada 1989.
Es tracta d'un monòlit de dimensions considerables (200x40x45 centímetres), que se situa en els jardins d'accés a la facultat de Químiques de la Universitat d'Oviedo, que presenta un plantejament formal, d'estil constructivista típic dels anys 70 de l'escultura a Espanya, i que en l'autor s'inicia al voltant de 1972. L'obra presenta harmonia, equilibri i alhora ritme a l'obra que a més presenta talls en aresta, els quals donen lloc a plànols de fortes caràcter experimental mitjançant el que pretén fusionar geometria i naturalesa.